# Daydreaming (Massive Attack)
Daydreaming — це перший сингл гурту «Massive Attack», з їхнього дебютного альбому Blue Lines, який вийшов у 1990 році.

## Трек-листи
| #                          | Назва                           | Тривалість |
| -------------------------- | ------------------------------- | ---------- |
| 1.                         | «Daydreaming»                   | 4:12       |
| 2.                         | «Daydreaming» (інструментальна) | 4:45       |
| 3.                         | «Any Love»                      | 4:16       |
| Загальна тривалість: 13:13 |                                 |            |